# (209552) Isaacroberts
(209552) Isaacroberts est un astéroïde de la ceinture principale.

## Description
(209552) Isaacroberts est un astéroïde de la ceinture principale. Il fut découvert le 9 novembre 2004 à Haleakala par le projet Faulkes Telescope Educational Project. Il présente une orbite caractérisée par un demi-grand axe de 2,29 UA, une excentricité de 0,14 et une inclinaison de 6,8° par rapport à l'écliptique.

## Compléments